# Kanton Éguzon-Chantôme
Kanton Éguzon-Chantôme (francouzsky Canton d'Éguzon-Chantôme) je francouzský kanton v departementu Indre v regionu Centre-Val de Loire. Tvoří ho osm obcí.

## Obce kantonu
- Badecon-le-Pin
- Baraize
- Bazaiges
- Ceaulmont
- Cuzion
- Éguzon-Chantôme
- Gargilesse-Dampierre
- Pommiers